# Майк Резник
Майкъл Даймънд Резник е американски писател на научна фантастика.

## Биография и творчество
Майкъл Резник е роден на 5 март 1942 г. в Чикаго, САЩ в семейството на писателя Уилям Резник.
Учил е в университета в Чикаго и е завършил университета „Рузвелт“. След това работи като журналист и редактор в списание.
Професионално с литература се занимава след 1969 г. Първата му публикация е повестта „Забравеното море на Марс“, която излиза през 1965 г., но той става популярен чак след 1980 г. Резник е написал около 200 романа. Майк Резник е четирикратен носител на награда Хюго и лауреат на награда Небюла.

### Цикъл „Tales of the Velvet Comet“
- Eros Ascending
- Eros at Zenith
- Eros Descending
- Eros at Nadir

### Цикъл „Kirinyaga“
- One Perfect Morning, with Jackals
- Kirinyaga
- For I Have Touched the Sky
- Bwana
- The Manamouki
- Song of a Dry River
- The Lotus and the Spear
- A Little Knowledge
- When the Old Gods Die
- The Land of Nod

### Цикъл „Widowmaker“ („Перфектният убиец“)
- The Widowmaker (Перфектен убиец)
- The Widowmaker Reborn (Прераждането на убиеца)
- The Widowmaker Unleashed
- A Gathering of Widowmakers

### Цикъл „Ganymede“
- The Goddess of Ganymede
- Pursuit on Ganymede

### Цикъл „Santiago“ („Сантяго“)
- Santiago (Сантяго)h
- The Return of Santiago (Завръщането на Сантяго)

### Цикъл „Tales of the Galactic Midway“
- Sideshow
- The Three-Legged Hootch Dancer
- The Wild Alien Tamer
- The Best Rootin' Tootin' Shootin' Gunslinger in the Whole Damned Galaxy

### Цикъл „Chronicles Of Lucifer Jones“
- Adventurers
- Exploits
- Encounters

### Цикъл „Chronicles Of Distant Worlds“ ("Хроники на човешкият вид")
- Paradise (Раят) t
- Purgatory (Чистилището) h
- Inferno (Инферно)h

### Цикъл „Oracle“ („Оракула“)
- Soothsayer (Гадателката)h
- Oracle (Оракула)h
- Prophet (Пророчицата)

### Романи
- A Hunger in the Soul
- A Miracle of Rare Design (Преобразеният)h
- Birthright: The Book of Man (Господарите)
- Bully!
- Bwana
- Dog in the Manger (& Бари Малцберг)
- Ivory
- Redbeard
- Second Contact
- Stalking the Unicorn
- The Branch
- The Dark Lady
- The Outpost
- The Red Tape War (& Джордж Ефинджър, Джак Чокър)
- The Soul Eater (Гълтачът на души)
- Walpurgis III